# Berlin Alexanderplatz (tv-serie)
 For alternative betydninger, se Berlin Alexanderplatz. (Se også artikler, som begynder med Berlin Alexanderplatz)
Berlin Alexanderplatz er en vesttysk tv-serie af Rainer Werner Fassbinder fra 1980. Serien bygger på Alfred Döblins roman af samme navn.
Hovedrollen som Frans Biberkoff spilledes af Günter Lamprecht.